# Belassitza Petritch (handball)
Le Belassitza Petritch est un club de handball situé à Petritch en Bulgarie.

## Palmarès
Compétitions nationales
- Championnat de Bulgarie (4): 1992, 1993, 1994